# Francisco Javier Rupérez Rubio
Francisco Javier Rupérez Rubio (Madrid, 24 d'abril de 1941) és un polític i diplomàtic espanyol, diputat al Congrés dels Diputats, Senador i diputat autonòmic.

## Carrera política
Nascut el 24 d'abril de 1941 a Madrid, va cursar estudis de batxillerat en el Col·legi del Pilar, a Madrid. És llicenciat en dret i periodisme per la Universitat Complutense de Madrid. Durant la seva etapa universitària va ser militant democristià en l'oposició al franquisme, i el 1963 fou un dels fundadors de la revista Cuadernos para el Diálogo, dirigida per Joaquín Ruiz-Giménez Cortés. Hi va escriure regularment sobre cinema, teatre i política internacional.

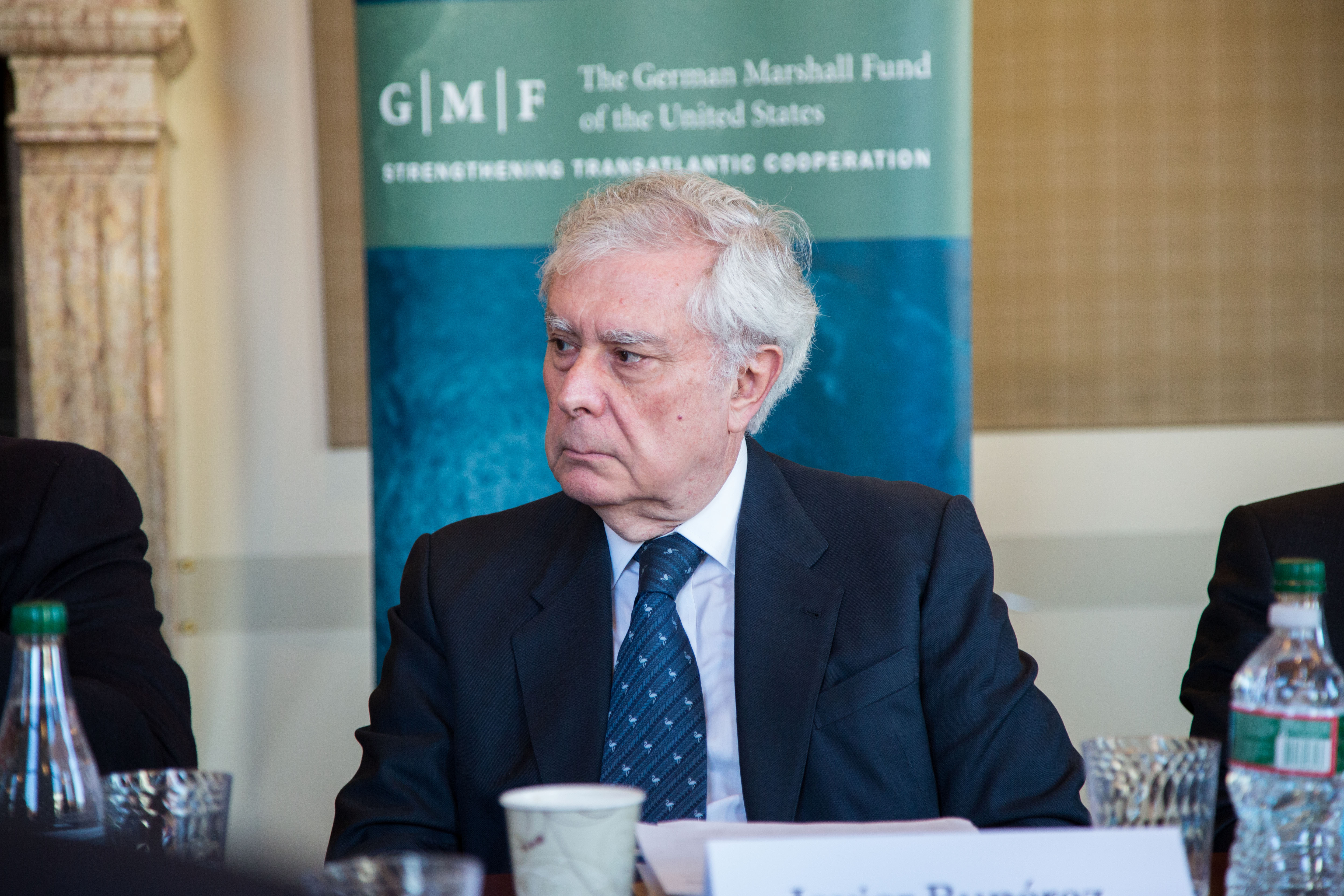
Rupérez el 18 de novembre de 2014

Membre prèviament a Izquierda Democrática, durant la transició a la democràcia després de la mort del general Franco, s'afiliaria el 1977 a la Unió de Centre Democràtic, dirigida per Adolfo Suárez, i de la qual va ser membre del seu Comitè Executiu i Secretari de Relacions Internacionals. L'11 de novembre de 1979 va ser segrestat per l'organització terrorista ETA político-militar que el va mantenir captiu durant 31 dies. Arnaldo Otegi va ser acusat i absolt de participar en el segrest, per falta de proves materials, encara que altres participants, com la francesa Françoise Marhuenda, a la seva declaració davant la policia acusessin directament Otegi.
El 1982 passa a formar part del partit d'inspiració democristiana, Partit Demòcrata Popular (PDP), del que acabaria sent president en la seva última etapa, quan sota la seva inspiració, el partit va passar a denominar-se Democràcia Cristiana. PDP/Democràcia Cristiana va integrar la Coalició Popular, amb Alianza Popular i el Partit Liberal, creada el 1982, després de la desaparició d'UCD, i va decidir trencar amb ella el 1988, concorrent en solitari a les eleccions europees, autonòmiques i municipals amb resultats negatius. Membre des de 1989 del recentment creat Partit Popular, Javier Rupérez va facilitar la integració de la Democràcia Cristiana en el partit, i va ser vicepresident del PP i membre del comitè executiu fins a l'any 2000.
Ha estat diputat o senador des de 1979 fins a l'any 2000, fou elegit per les províncies de Conca (en 1979 i 1986), Madrid (en 1989) i Ciudad Real (en 1993, 1996 i 2000). El 1983 va ser elegit diputat regional per la província de Conca i senador per la Comunitat autònoma de Castella-la Manxa. Va formar part de l'Assemblea Parlamentària del Consell d'Europa, de l'OTAN i de l'OSCE (Organització per a la Seguretat i la Cooperació a Europa). Va ser President de l'Assemblea Parlamentària de l'OSCE entre 1996 i 1998 i President de l'Assemblea Parlamentària de l'OTAN entre 1998 i 2000. El 1998 va ser escollit President de la Internacional Demòcrata Cristiana, càrrec del qual va dimitir l'any 2000. Havia estat des de 1988 Vicepresident de la Unió Europea Demòcrata Cristiana (UEDC). Com a responsable de relacions internacionals successivament de la UCD, del PDP/DC i del PP va participar activament i va facilitar el reconeixement internacional d'aquests partits.
Va ser President de la Comissió d'Afers exteriors del Congrés dels Diputats entre 1996 i 2000, ocupant la presidència de la Comissió de Defensa l'any 2000. Entre 1979 i 1996 havia estat portaveu per a qüestions d'afers exteriors i defensa de la UCD, del PDP i del PP.

## Carrera diplomàtica
Com a diplomàtic ha estat ambaixador davant la Conferència sobre la Seguretat i Cooperació a Europa (1979-1982). Va ser Ambaixador d'Espanya davant l'Organització del Tractat de l'Atlàntic Nord (OTAN), immediatament després de l'entrada d'Espanya en l'Aliança (1982). Prèviament hi havia estat destinat a Addis Abeba, Etiòpia; a Varsòvia, Polònia; a Hèlsinki, Finlàndia i a Ginebra, davant les Nacions Unides. El 1976 i 1977 havia estat Cap de Gabinet del Ministre espanyol d'Afers exteriors, Marcelino Oreja, càrrec des del qual va contribuir a l'adopció de les primeres decisions sobre política exterior espanyola, després de la mort del general Franco. Entre elles, l'adhesió d'Espanya a tots els textos i convenis de l'ONU sobre drets humans, la revisió dels acords entre Espanya i la Santa Seu o la normalització de relacions diplomàtiques amb els països de l'Est d'Europa i amb Mèxic. Com a Ambaixador d'Espanya davant els Estats Units, ha romàs a Washington D.C, entre 2000 i 2004, any en què el Consell de Seguretat fou escollit, amb el rang de Secretari General Adjunt, per exercir el recentment creat càrrec de Director Executiu del Comitè contra el Terrorisme del Consell de Seguretat de les Nacions Unides a Nova York. Fins a 2013 va ser Cònsol General a Chicago, càrrec que va ocupar després de la seva dimissió com a màxim responsable del Directori del Comitè Antiterrorista de l'ONU.

## Producció literària
Rupérez és autor d'una sèrie de llibres, principalment assaigs polítics, encara que també s'ha endinsat al món de la narrativa:
- Estado Confesional y Libertad Religiosa (1970)
- Europa entre el miedo y la esperanza (1976)
- España en la OTAN: relato parcial (1986)
- Primer libro de relatos (1989) — contes
- Secuestrado por ETA (1991)
- El precio de una sombra (2005) — novel·la d'espionatge
- El Espejismo Multilateral (2009)
- Memoria de Washington (2011)[14]